# Bacchisa nigroapicipennis
Bacchisa nigroapicipennis är en skalbaggsart som beskrevs av Stefan von Breuning 1960. Bacchisa nigroapicipennis ingår i släktet Bacchisa och familjen långhorningar. Inga underarter finns listade.